# Secció Hoquei Unió Maçanetenca
El SHUM Maçanet és un club esportiu de Maçanet de la Selva, dedicat la pràctica de l'hoquei sobre patins. Les sigles SHUM corresponen a Secció Hoquei Unió Maçanetenca. Es va fundar l'any 1952. Va jugar per primera vegada a la màxima categoria la temporada 1989-90. A data 2011 és l'equip que ha aconseguit més vegades ascendir-hi, 7 ocasions, juntament amb el Vilafranca, proclamant-se quatre temporades com a campió de la segona categoria. Ha guanyat dues vegades la Copa del Príncep.

## Presidència
- Jordi Badia (2016-?)[4]
- Carles Freixas[5]

## Jugadors destacats
- Jordi Adroher i Mas[6]
- Romà Bancells i Chavales[6]
- Joan Castañé i Izquierdo[6]
- Rubén Fernàndez i Sànchez[6]
- Ferran Maqueda i Luque[6]
- Jordi Rodríguez i Rebollo[6]
- Albert Soler i Gironès[6]

## Palmarès
- 18 temporades a l'OK Lliga (entre 1988/89 i 2015/16)
- 2 participacions a la Copa del Rei (quarts de final 2005/06 i 2011/12)
- 1 participació en la competició continental CERS (2012/13)
- 1 participació al play-off d'OK Lliga (2005/06, 1/8 de final contra el Barça)
- 8 ascensos a l'OK Lliga (1988/89, 1989/90, 1992/93, 1998/99, 2003/04, 2007/08, 2010/11 i 2014/15)
- 4 títols de Primera Divisió (més 3 subcampionats i 1 tercer lloc)
- 2 Copes del Príncep (2007/08 a Grado i 2010/11 a Pamplona)